# Palaeonyssia fuliginosa
Palaeonyssia fuliginosa là một loài bướm đêm trong họ Geometridae.